# Efebofilia

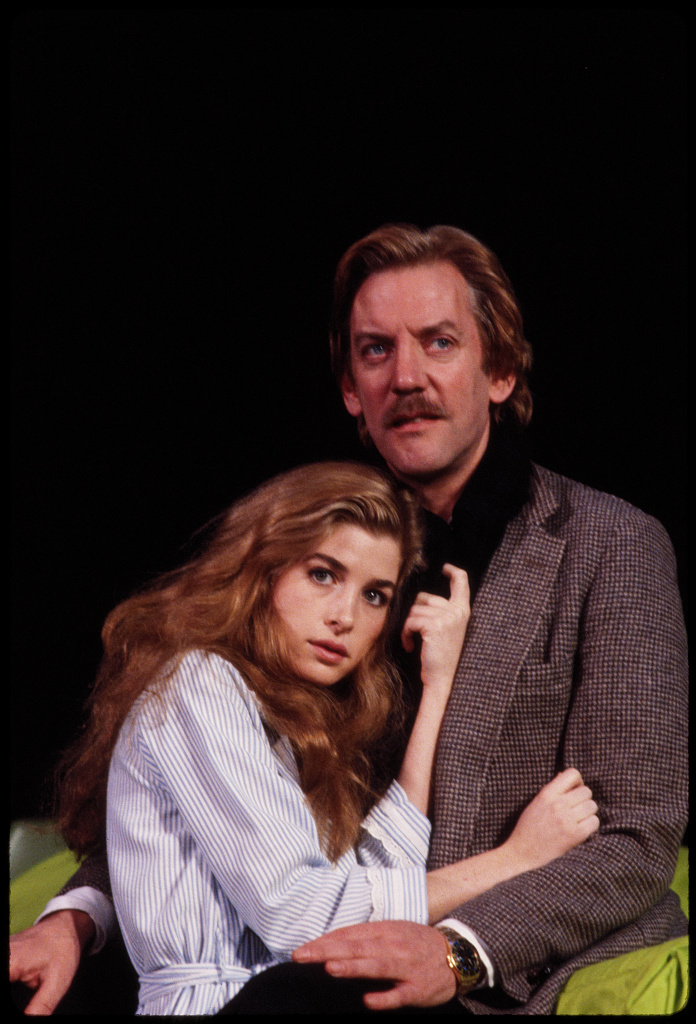
Blanche Baker y Donald Sutherland en el ensayo de la obra de teatro basada en la novela Lolita.

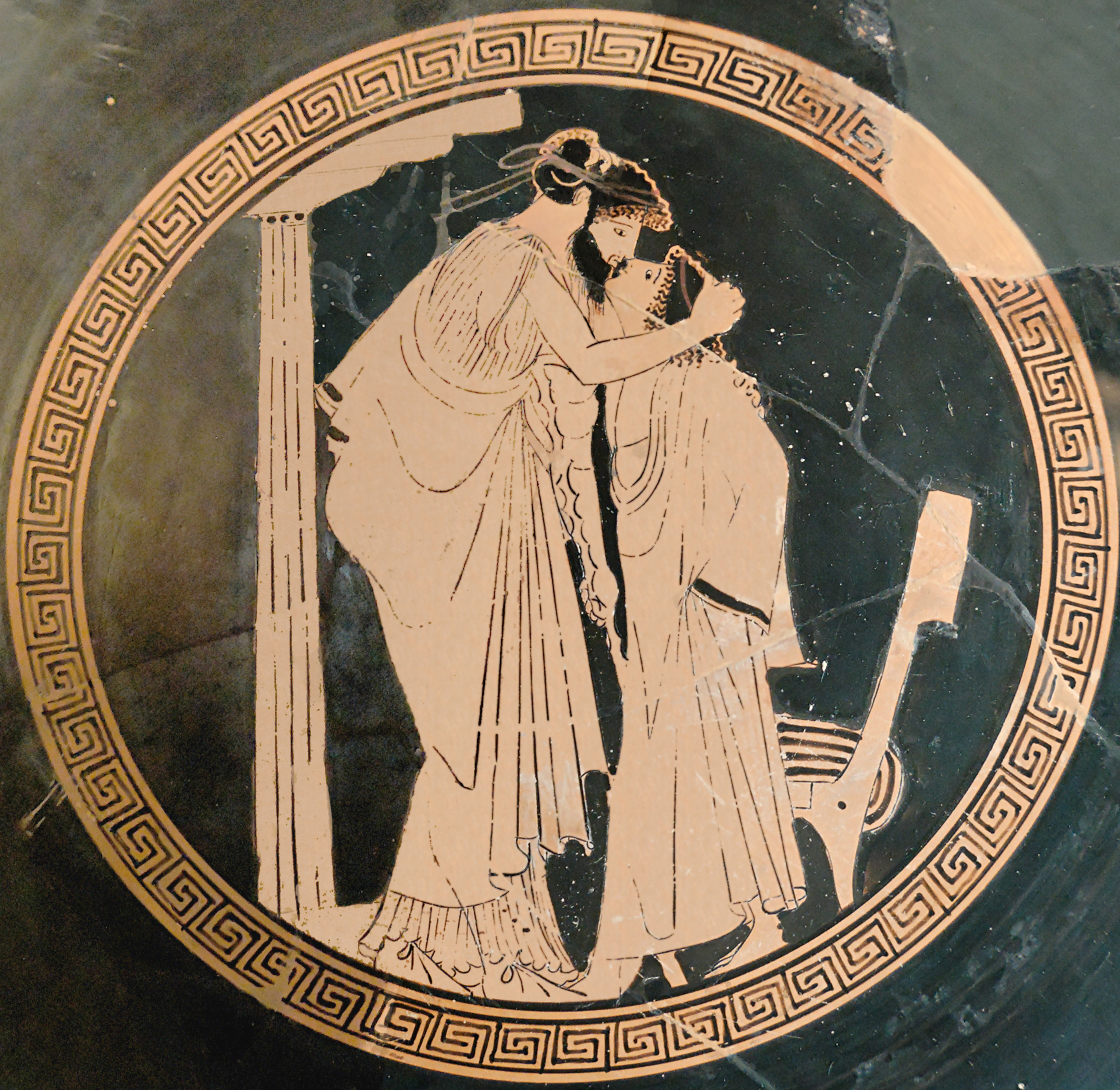
Un adulto besando a un adolescente, pintura griega en una vasija.

La efebofilia (del griego: ἔφηβος joven puberto y φιλία, filia) es la preferencia sexual hacia los adolescentes o jóvenes ubicados en el desarrollo sexual medio o tardío, se extiende usualmente entre los 15 a los 19 años de edad. El término se utilizó originalmente en el siglo XIX y a mediados del siglo XX. Es una serie de preferencias sexuales a través de los grupos de edad subsumido bajo el término técnico conocido como cronofilia. La efebofilia denota la atracción por las parejas sexuales de adolescentes o jóvenes. 
En ambientes de investigación, se utilizan términos específicos para las diferentes tipos de cronofilia: por ejemplo, la efebofilia se refiere a la atracción sexual hacia las o los adolescentes ubicados en la adolescencia media y tardía, mientras que la hebefilia se refiere a la preferencia sexual hacia individuos pubescentes anteriores o individuos que han entrado a la pubertad o desarrollo sexual y la pedofilia se refiere a la preferencia sexual por los niños, individuos prepúberes.
Debido a que cada cultura y estado define una edad de consentimiento sexual mínima diferente, la ilegalidad del término varía. Por ejemplo, en diferentes naciones musulmanas es aceptado a veces el matrimonio entre adolescentes o entre adultos y adolescentes. Debido a que de país en país varían las normas para establecer la edad mínima legal en que un adolescente puede sostener relaciones sexuales voluntariamente con un adulto, la efebofilia no es un concepto estandarizado, así por ejemplo, en Chile es a los 14 años, en España los 16 años, en Colombia es a los 14 años, mientras en Uruguay los 15 años y en México depende de la ley estatal. Además, algunos países establecen edades de consentimiento diferentes para las relaciones heterosexuales y para las homosexuales. En Estados Unidos la edad de consentimiento varía, dependiendo de los Estados, entre los 16 y los 18 años. 
La efebofilia no está incluida en el DSM-V y no es un diagnóstico psiquiátrico.

## Etimología
La efebofilia proviene del término griego clásico: ἔφηβος (ephebo) definido como "quien llegó a la pubertad", y φιλία (-philia) "amor". Ha sido utilizado por el psicólogo neerlandés Frits Bernard desde 1950, y reimpreso en 1960 en la revista de apoyo gay Vriendschap bajo el seudónimo de Victor Servatius,  acreditando el origen del término a Magnus Hirschfeld sin fecha exacta. La palabra se utilizó por primera vez en francés (éphébophilie), en el libro de Georges Saint-Paul de 1896, Tares et Poisons: Perversion et Perversité Sexuelles.
El término ha sido descrito por el francés Félix Buffière en 1980 quien argumentó que la efebofilia debe ser especialmente utilizada con respecto a la homosexualidad al describir el interés estético y erótico de los hombres adultos en adolescentes varones en literatura clásica persa, turca o urdu. El término también fue revivido por Ray Blanchard para denotar a los adultos que prefieren sexualmente a las jóvenes entre los 15 a 20 años.

## Características
Los adolescentes de medio a tardío suelen tener características físicas cercanas (o, en algunos casos, idénticas) a la de los adultos maduros debido a que ya pasaron la pubertad temprana y se han desarrollado sexualmente. El psiquiatra y sexólogo Fred Berlin afirma que la mayoría de los hombres pueden encontrar a personas de este grupo de edad sexualmente atractivas, pero que "por supuesto, eso no significa que vayan a actuar conforme a eso. Algunos hombres que se relacionan con adolescentes pueden no presentar ningún trastorno particular. La oportunidad y otros factores pueden haber contribuido a comportarse en la forma en que lo hacen."
La efebofilia se utiliza solamente para describir la preferencia para las parejas sexuales adolescentes o jóvenes, no la mera presencia de un cierto nivel de la atracción sexual. En general, la preferencia no es considerada por los psicólogos como una patología cuando no interfiere con otras áreas importantes de la vida de uno, y no está catalogada como un desorden mental en el Manual Diagnóstico y Estadístico de los Trastornos Mentales, 5.ª edición (DSM- 5), la CIE-10, o como una parafilia. Sin embargo, a veces la preferencia puede ser diagnosticada como un trastorno si resulta en disfunción o comportamiento explotador o disfuncional, bajo la especificación 309.2 del DSM, "Parafilia no especificada de otra manera".
Los investigadores afirman que la hebefilia, es el interés erótico que se centra en pubescentes jóvenes, pero no ha llegado a ser de uso generalizado, incluso entre los profesionales que trabajan con delincuentes sexuales, y puede haber sido incluso confundida con el término efebofilia, que denota una preferencia por los adolescentes mayores.  Se concluye que "pocos quisieran etiquetar el interés erótico a adolescentes desarrollados o adolescentes medios como psicopatología, así que el término hebefilia se pudo haber ignorado junto con la efebofilia."